# 上谷刈
上谷刈 (かみやがり) は、宮城県仙台市泉区の地名。
現行行政地名は、上谷刈1丁目 - 6丁目、その他である。